# The Hills Have Eyes: The Beginning
У холмов есть глаза (англ. The Hills Have Eyes: The Beginning) — графическая новелла 2007 года, являющаяся приквелом к фильму 2006 года, ремейку картины Уэса Крэйвена.

## Сюжет
Сюжет рассказывает историю семей, отказавшихся покинуть свой родной город в Нью-Мексико, когда военные силы США по приказу
правительства начинают проводить ядерные испытания. Из комикса читатели узнают о том, как на протяжении жизни нескольких поколений мирные жители
превратились в кровожадных мутантов, скрывающихся в пустыне и нападающих на случайных гостей.

## Персонажи
Мутанты:
- Блэр (англ. Blair) — член клана Хэйдсов. Её лицо похоже на рыло свиньи, а на руке всего три пальца.

- Карен Соуни Бин (англ. Karen Sawney Bean) — глава клана Хэйдс. До вторжения военных, жила со своим мужем Дэном и маленьким сыном. Убийство Дэна заставило Карен вступить на путь мести, и подтолкнуть её соседей к тому, чтобы начать войну против военных.

- Сюзи (англ. Suzie) — девушка-мутант, которая выступила в роли наживки в плане мутантов угнать один из танков военных.